# Energiehal

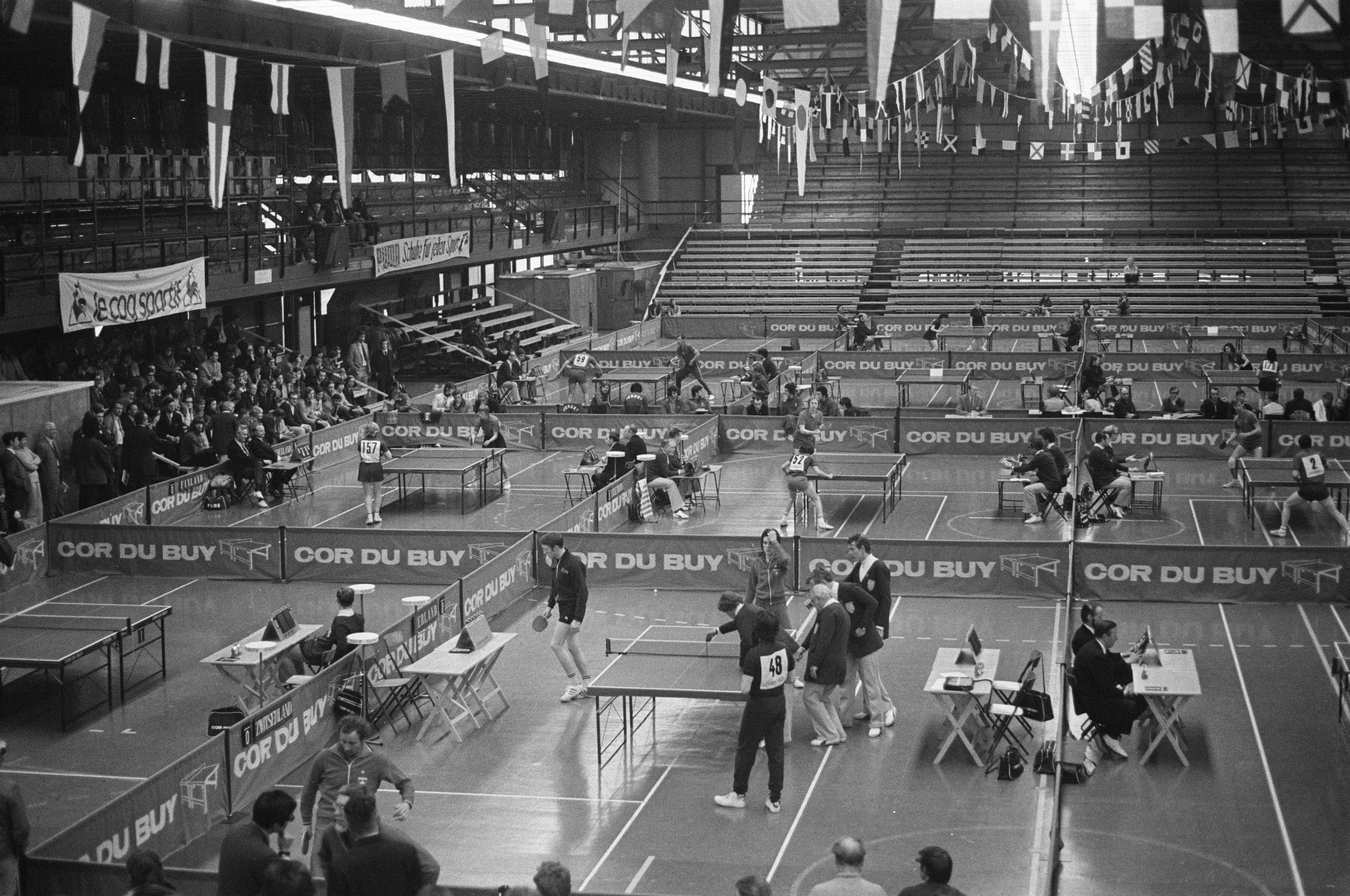
Europese tafeltenniskampioenschappen in de Energiehal in 1972

De Energiehal was een sport- en evenementenhal in de Blijdorpse polder in Rotterdam met een oppervlakte van 6000 m². 
Aanleiding voor de bouw van de Energiehal was de tentoonstelling E55 van mei tot september 1955 in Rotterdam. Ze werd gehouden in de wijk Dijkzigt op de plaats waar later de Medische faculteit van de Erasmus Universiteit zou komen.
De hal werd in 1969-1970 verplaatst naar de Blijdorpse polder, dicht bij het Kleinpolderplein en heeft jarenlang als sporthal dienstgedaan. In de jaren 1990 werden in de Energiehal daarnaast vrijwel maandelijks grote hardcore-feesten gehouden. Enkele grote feesten die er gehouden zijn zijn A Nightmare in Rotterdam, Terrordome, Megarave, Eurorave, Raver's Night. De energiehal stond in de hardcore-scene bekend om zijn zeer goede geluidsinstallatie. De laatste rave werd er gehouden op Koninginnedag van 30 april 1999. 
In oktober 1999 werd het complex gesloopt. De Energiehal werd afgebroken om plaats te maken voor een parkeerplaats voor Diergaarde Blijdorp en een vestiging van hotel Domina, later een hotel van het Van der Valk-concern.